# Cantone di Champagnole
Il Cantone di Champagnole è una divisione amministrativa dell'arrondissement di Lons-le-Saunier.
A seguito della riforma approvata con decreto del 17 febbraio 2014, che ha avuto attuazione dopo le elezioni dipartimentali del 2015, non ha subìto modifiche.

## Composizione
Comprende i comuni di:
- Andelot-en-Montagne
- Ardon
- Bourg-de-Sirod
- Champagnole
- Chapois
- Châtelneuf
- Cize
- Crotenay
- Équevillon
- Le Larderet
- Le Latet
- Lent
- Loulle
- Monnet-la-Ville
- Montigny-sur-l'Ain
- Montrond
- Mont-sur-Monnet
- Moutoux
- Les Nans
- Ney
- Le Pasquier
- Pillemoine
- Pont-du-Navoy
- Saint-Germain-en-Montagne
- Sapois
- Sirod
- Supt
- Syam
- Valempoulières
- Vannoz
- Le Vaudioux
- Vers-en-Montagne